# Coprophanaeus parvulus
Coprophanaeus parvulus là một loài bọ cánh cứng trong họ Bọ hung (Scarabaeidae).